# Megacerus bifloccosus
Megacerus bifloccosus is een keversoort uit de familie bladkevers (Chrysomelidae). De wetenschappelijke naam van de soort werd in 1873 gepubliceerd door Victor Ivanovitsch Motschulsky.